# Orville Wright
Cet article court présente un sujet plus développé dans : Orville et Wilbur Wright.
Orville Wright, né le 19 août 1871 à Dayton et mort le 30 janvier 1948 dans la même ville, est, avec son frère Wilbur, un pionnier américain de l'aviation.